# Guy Burgess
Guy Burgess (n. 16 aprilie 1911, Devonport⁠(d), Anglia, Regatul Unit al Marii Britanii și Irlandei – d. 30 august 1963, Moscova, RSFS Rusă, URSS) a fost un diplomat britanic și agent MI6 care a fugit în 1951 în Uniunea Sovietică, unde a rămas până la sfârșitul vieții.
Povestea lui constituie subiectul filmului Another Country din 1984.
Burgess a făcut parte din grupul „Cei Cinci de la Cambridge”, cu rol semnificativ în schimbul de informații între Lumea Occidentală și Blocul Răsăritean.